# Paphiopedilum armeniacum
Paphiopedilum armeniacum là một loài thực vật có hoa trong họ Lan. Loài này được S.C.Chen & F.Y.Liu mô tả khoa học đầu tiên năm 1982.

## Hình ảnh

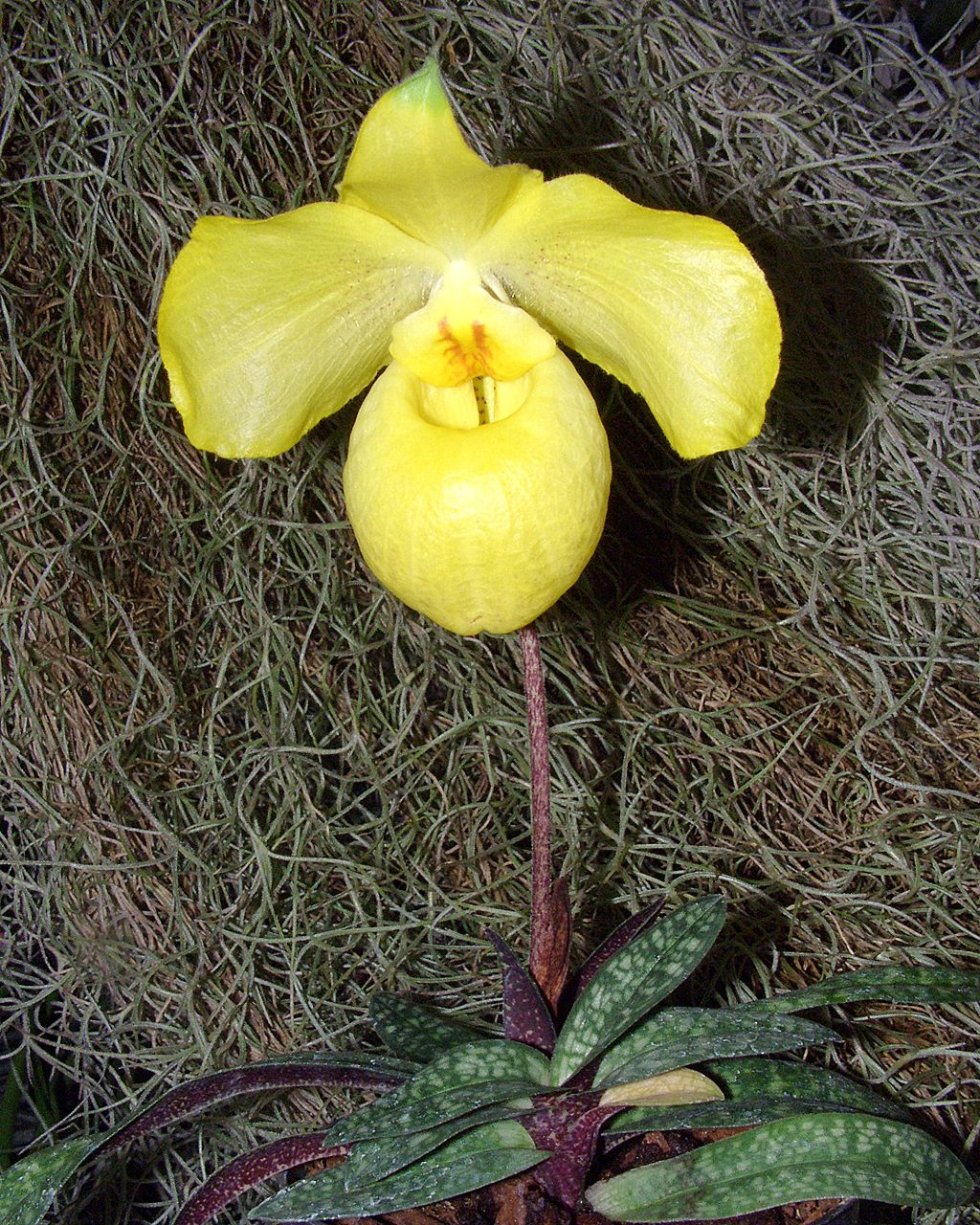
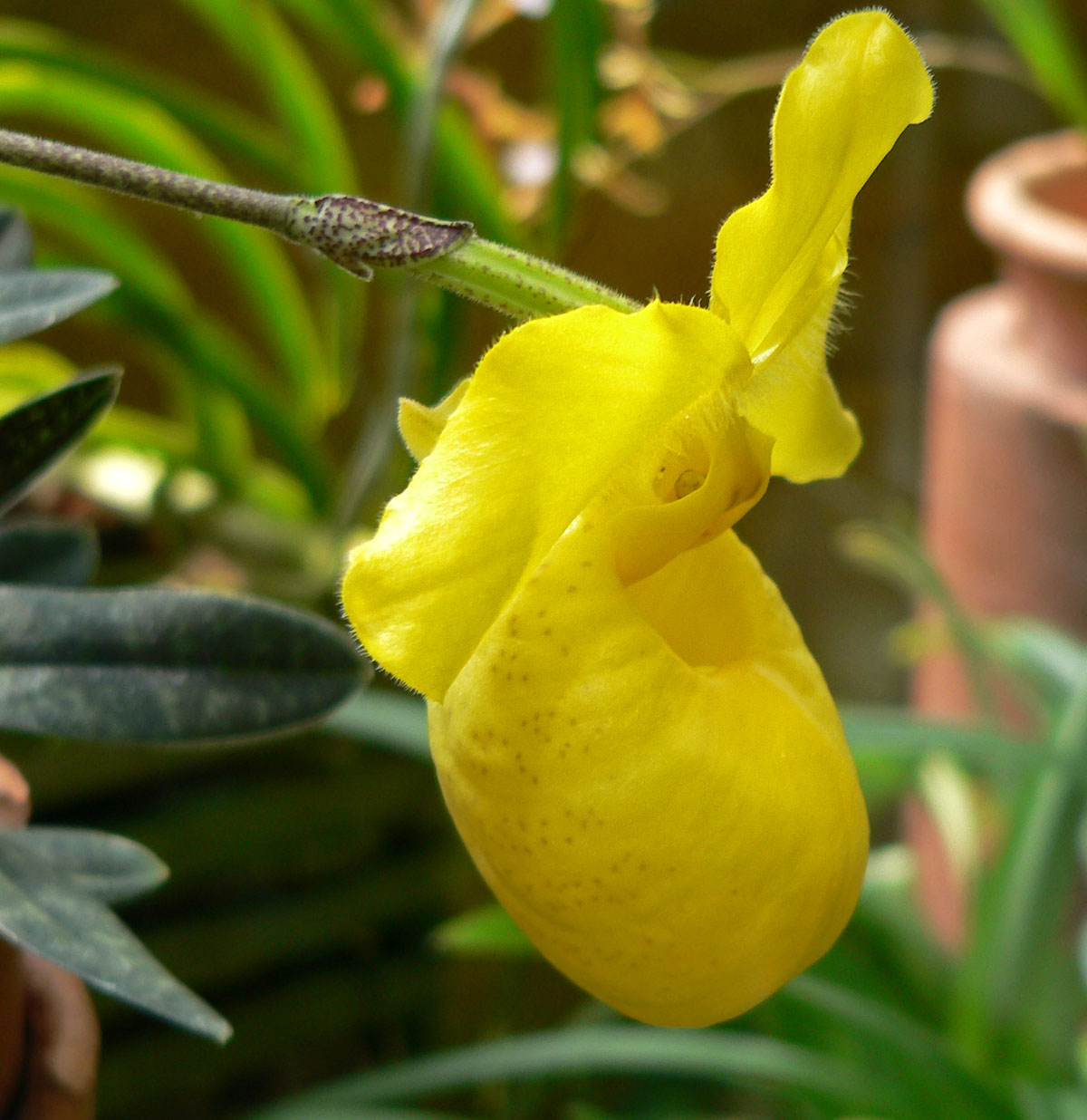